# Tickenham
Tickenham – wieś w Anglii, w hrabstwie ceremonialnym Somerset, w dystrykcie (unitary authority) North Somerset. Leży 16 km na zachód od miasta Bristol i 186 km na zachód od Londynu. W 2001 miejscowość liczyła 909 mieszkańców.